# HellRaisers
HellRaisers (HR) — украинская мультигейминговая киберспортивная организация. Была создана 9 марта 2014 года экс-игроками Astana Dragons. Изначально была представлена в дисциплине CS:GO. В дальнейшем были открыты подразделения в дисциплинах Dota 2, World of Tanks, Hearthstone и Fortnite.
2 марта 2022 года организация объявила о приостановке своей деятельности из-за начавшегося вторжения России на Украину.

## Подразделения

### Counter-Strike: Global Offensive
Состав по Counter-Strike: Global Offensive был открыт в преддверии ESL Major Series One: Katowice 2014. После того, как организация Astana Dragons рассталась с игроками, состав решил выступать под новым тегом — HellRaisers. В первый состав вошли Кирилл «ANGE1» Карасёв, Даурен «AdreN» Кыстаубаев, Михаил «Dosia» Столяров, Егор «markeloff» Маркелов и Эмиль «kUcheR» Ахундов. Менеджером коллектива стала Владислава «Vladyslava_Z» Захлебина. 8 сентября 2014 года из-за неудовлетворительных результатов выступлений из состава уходит Даурен Кыстаубаев. Его место в команде занял Александр «s1mple» Костылев. После неудачных выступлений на ESWC и DreamHack Winter состав покидают Егор Маркелов и Костылев, Александр Олегович. Место выбывших занимают уже игравший в HR Даурен Кыстаубаев и новый игрок Егор «flamie» Васильев. 16 марта 2015 года Егор Васильев покидает состав и вакантное место занимает Рустем «mou» Телепов. 11 сентября 2015 года состав покидает Михаил Столяров.
22 октября 2015 года состав HellRaisers становится европейским — коллектив покидает казахский дует Рустема Телепова и Даурена Кыстаубаева. Освободившиеся места занимают словак Мартин «STYKO» Стик и чех Томаш «oskar» Штястны, в качестве пятого игрока выступает Александр Костылев, который не входит в регулярный состав, но числится в качестве временного игрока.
7 марта 2016 года из команды, в связи с окончанием контракта, уходит Эмиль Ахундов, и в основном составе остается только три игрока. 11 апреля 2016 года в основной состав приходит Патрик «Zero» Жудель, который до этого выступал за HellRaisers в качестве временного игрока. 21 апреля 2016 года состав окончательно сформировывается — Владислав «bondik» Нечипорчук занимает последнее вакантное место. 27 июня 2016 года Томаш Штястны переходит в другую команду. До октября HellRaisers выступают с заменами. 5 октября 2016 года на постоянную основу в команду приходит Бенце «Deadfox» Бороц.
8 августа 2017 года из состава уходит Мартин «STYKO» Стик. Вместе с этим, Владислав «bondik» Нечипорчук выставляется на трансфер, а вакантные места занимают Исса «ISSAA» Мурад и Озгюр «woxic» Экер, которые отметились хорошими результатами в FPL.
8 ноября 2018 года вместо Владислава «bondik» Нечипорчука, приходит Абай «HObbit» Хасенов.
22 декабря 2018 года Иван «Johnta» Шевцов покинул пост тренера команды и стал свободным агентом. Его место занял аналитик CS:GO состава — Амиран «ami» Рехвиашвили.
8 марта 2019 года в руководстве организации произошли изменения: Алексей «xaoc» Кучеров покинул проект и передал полномочия CEO Алексею «Magician» Слабухину, который ранее занимал пост руководителя отдела маркетинга.
14 марта 2019 года Озгюр «woxic» Экер покинул HellRaisers. Организация осуществила трансфер игрока в команду mousesports.
17 марта 2019 года HellRaisers анонсирует подписание контракта с Томашем «oskar» Штястны и Сергеем «lmbt» Бежановым. Чешский снайпер и опытный украинский тренер уже выступали в составе HR в сезоне 2015/2016.
5 апреля сформировала итоговый состав. Пятым игроком коллектива стал Кристиан «loWel» Гарсия Анторан.
15 апреля 2019 года организация анонсирует изменение в составе. Пятым игроком коллектива становится Зугимантас ‘nukkye‘ Хмеляускас. Вместе с этим игроком команда выступила на DreamHack Masters Stockholm 2018. Абай «HObbit» Хасенов покидает команду и выставляется на трансфер.
4 сентября, после неудачного выступления на StarLadder Berlin Major 2019 организация объявила о том, что состав HellRaisers по CS:GO отправился в инактив. Также было анонсировано, что Бенце ‘DeadFox‘ Бороц, ранее находившийся в инактиве, стал свободным агентом и окончательно покинул команду.
20 сентября 2019 года организация объявила о формировании нового состава. Капитан команды Кирилл «ANGE1» Карасёв и менеджмент решили, что Зугимантас «nukkye» Хмеляускас вернётся в основу, а новыми игроками HellRaisers стали Александр «scoobyxie» Маринич, Игорь «crush» Шевченко и Вадим «Flarich» Каретин.
17 октября HellRaisers анонсировали изменения в тренерском штабе. Новым тренером коллектива стал Александр «Lk-» Лемешев, который ранее занимал позицию менеджера состава Vega Squadron по дисциплине CS:GO.
10 января 2020 года Александр «scoobyxie» Маринич покинул состав команды, его место занял Иван «AiyvaN» Семенец.
2 апреля 2020 года HellRaisers распустили ростер по Counter-Strike: Global Offensive. Организация заявила, что не уходит из дисциплины, а новый состав станет известен «в ближайшее время». Организацию покинул Кирилл ANGE1 Карасёв, выступавший за HellRaisers с марта 2014 года: за это время команда выиграла несколько майноров и других LAN-турниров, а на FACEIT Major — London 2018 вошла в топ-8.
26 апреля 2020 года HR представили обновленный состав в дисциплине CS:GO, который был сформирован менеджментом организации и новым тренером коллектива — Рустамом «TsaGa» Цаголовым. Вадим «Flarich» Каретин вернулся в основу. Компанию игроку составили известные в киберспортивном CS:GO Дмитрий «jR» Червак и Николай «kAliNkA» Рысаков, а также два молодых игрока: Дмитрий «ProbLeM» Мартынов и Никита «JIaYm» Панюшкин.
17 марта 2022 года состав HR в дисциплине CS:GO был распущен в связи с военными действиями на Украине.

#### Бывший состав по CS:GO
|                 | Ник             | Полное имя      |
| Основной состав | Основной состав | Основной состав |
| --------------- | --------------- | --------------- |
| Флаг Украины    | w0nderful       | Игорь Жданов    |
| Флаг Украины    | Templ           | Дмитрий Срывков |
| Флаг Украины    | 7oX1C           | Евгений Моцевой |
| Флаг Украины    | alex666         | Алексей Ярмощук |
| Флаг Украины    | OWNER           | Михаил Лемар    |
| Тренер          |                 |                 |
| Россия          | liTTle          | Анатолий Яшин   |

#### Прежние участники
|                 | Ник           | Полное имя              |
| --------------- | ------------- | ----------------------- |
| Украина         | scoobyxie     | Александр Маринич       |
| Чехия           | oskar         | Томас Шястны            |
| Иордания        | ISSAA         | Исса Мурад              |
| Испания         | loWel         | Кристиан Гарсия Анторан |
| Турция          | woxic         | Озгур Екер              |
| Казахстан       | Hobbit        | Абай Хасенов            |
| Венгрия         | DeadFox       | Бенc Бёрёч              |
| Флаг Словакии   | Zero          | Патрик Жудель           |
| Флаг Словакии   | STYKO         | Мартин Стик             |
| Украина         | smike         | Сергей Скляренк         |
| Флаг Словакии   | queztone      | Ричард Штрнятко         |
| Флаг России     | kUcheR        | Эмиль Ахундов           |
| Украина         | s1mple        | Александр Костылев      |
| Флаг Казахстана | mou           | Рустем Телепов          |
| Флаг Казахстана | AdreN         | Даурен Кыстаубаев       |
| Флаг России     | Dosia         | Михаил Столяров         |
| Флаг России     | flamie        | Егор Васильев           |
| Украина         | markeloff     | Егор Маркелов           |
| Флаг Швеции     | znajder       | Андреас Линдберг        |
| Украина         | lmbt (тренер) | Сергей Бежанов          |

#### Достижения
| Место | Турнир                                           | Место проведения | Дата проведения          | Призовые   |
| 2014  | 2014                                             | 2014             | 2014                     | 2014       |
| ----- | ------------------------------------------------ | ---------------- | ------------------------ | ---------- |
| 3—4   | DreamHack Summer                                 | Йёнчёпинг        | 14 — 17 июня             | 3500 $     |
| 3     | DreamHack Valencia                               | Валенсия         | 17 — 20 июля             | 1500 €     |
| 3     | SLTV StarSeries Season X                         | Киев             | 30 — 31 августа          | 5000 $     |
| 2     | Game Show League CS:GO                           | Красногорск      | 3 — 5 октября            | 5000 $     |
| 2015  |                                                  |                  |                          |            |
| 2     | G2A December Cup                                 | Онлайн           | 11 января                | 3000 $     |
| 3     | ASUS ROG Winter 2015                             | Хельсинки        | 29 — 30 января           | 4000 $     |
| 3—4   | DreamHack France 2015                            | Тур              | 9 — 10 мая               | 3000 $     |
| 4     | Fragbite Masters Season 4                        | Стокгольм        | 6 — 7 июня               | 60 000 SEK |
| 1     | Acer Predator Masters Season 1                   | Крефельд         | 30 июля — 2 августа      | 20 000 $   |
| 2     | CS:GO Champions League Season 2                  | Онлайн           | 16 сентября — 14 декабря | 15 000 $   |
| 2016  |                                                  |                  |                          |            |
| 1     | PGL European Minor Championship 2016             | Бухарест         | 29 — 31 января           | 30 000 $   |
| 1     | Copenhagen Games 2016                            | Копенгаген       | 23 — 26 марта            | 17 000 €   |
| 3—4   | CEVO Gfinity Pro-League Season 9 Finals          | Лондон           | 28 апреля — 1 мая        | 12 500 $   |
| 1     | ESEA Season 21: Premier Division — Europe Finals | Лестер           | 7 мая                    | 10 000 $   |
| 2     | DreamHack Tours 2016                             | Тур              | 14 — 16 мая              | 15 000 $   |
| 2     | European Minor Championship 2017 — Atlanta       | Бухарест         | 4 — 6 ноября             | 15 000 $   |
| 2017  |                                                  |                  |                          |            |
| 15—16 | ELEAGUE Major 2017                               | Атланта          | 22 — 29 января           | 8750 $     |
| 3—4   | StarLadder i-League StarSeries Season 3          | Киев             | 4 — 9 апреля             | 25 000 $   |
| 2     | DreamHack Tours 2017                             | Тур              | 6 — 8 мая                | 20 000 $   |
| 3—4   | Adrenaline Cyber League 2017                     | Москва           | 18 июня                  | 5000 $     |
| 3—4   | DreamHack Atlanta 2017                           | Атланта          | 21 — 23 июля             | 10 000 $   |
| 3     | StarLadder i-League Invitational #2              | Шанхай           | 2 — 5 ноября             | 15 000 $   |
| 6     | ESL Pro League Season 6 — Europe                 | Онлайн           | 22 августа — 11 ноября   | -          |
| 1     | FCDB Cup 2017                                    | Минск            | 24 — 26 ноября           | 20 000 $   |
| 5—6   | ESL Pro League Season 6: Finals                  | Оденсе           | 5 — 10 декабря           | 45 000 $   |
| 2018  |                                                  |                  |                          |            |
| 3—4   | V4 Future Sports Festival                        | Будапешт         | 23 — 25 марта            | 50 000 €   |
| 1     | Bets.net Masters: Season 1                       | Киев             | 5 — 8 апреля             | 50 000 $   |
| 3     | GG:Origin                                        | Онлайн           | 16 марта — 12 апреля     | 3500 $     |
| 7     | ESL Pro League Season 7 — Europe                 | Онлайн           | 13 февраля — 24 апреля   | -          |
| 2     | DreamHack Open Tours 2018                        | Тур              | 19 — 21 мая              | 20 000 $   |
| 2     | Moche XL Esports                                 | Лиссабон         | 9 −10 июня               | 15 000 $   |
| 5—8   | FACEIT Major: London 2018                        | Лондон           | 6 — 23 сентября          | 35 000 $   |
| 2019  |                                                  |                  |                          |            |
| 2     | WePlay! Lock and Load                            | Онлайн           | 30 января — 3 февраля    | 15 000 $   |
| 2     | WePlay! Forge of Masters Season 1                | Киев             | 3-5 мая                  | 10 000 $   |
| 7—8   | ESL Pro League Season 9 — Europe                 | Лестер           | 12 апреля — 23 мая       | -          |
| 9—12  | ESL Pro League Season 9 — Finals                 | Монпелье         | 18-23 июня               | 15 000 $   |
| 11—12 | ESL Pro League Season 10 — Europe                | Лондон           | 8 октября — 18 ноября    | 8000 $     |
| 2     | DreamHack Delhi Invitational 2019                | Дели             | 6 — 8 декабря            | 14 026 $   |

### Dota 2

#### Открытие подразделения
Подразделение по Dota 2 было открыто 29 августа 2014 года. В состав вошли игроки команды Relax, а именно — Иван «ArtStyle» Антонов, Андрей «Dread» Голубев, Виталий «dubassssss» Лухтан, Илья «ALOHADANCE» Коробкин и Максим «Yoky» Ким. 30 октября 2014 года, после неудачного выступления в десятом сезоне StarLadder, состав был переформирован — в команду пришло сразу четыре игрока Kompas.Gaming, а единственный оставшийся игрок из старого состава HellRaisers, Андрей «Dread» Голубев, занял в новой пятерке позицию капитана.
Обновленный состав выступал вместе до 15 октября 2015 года. Во время отборочного этапа на The Frankfurt Major 2015 в команде возник конфликт, который закончился уходом из команды Андрея Голубева и Даниила «MeTTpuM» Гилева. Коллектив был дополнен временными игроками, но особых успехов достичь не удалось. 22 марта 2016 года организация HellRaisers заморозила подразделение по Dota 2 и распустила состав.
Состав по Dota 2 на момент роспуска:
|           | Ник      | Полное имя         |
| --------- | -------- | ------------------ |
| Россия    | Afoninje | Андрей Афонин      |
| Россия    | Shachlo  | Максим Абрамовских |
| Россия    | ubah     | Иван Капустин      |
| Казахстан | goddam   | Дулат Сейдимомын   |

В июле, после квалификаций на The International 2017, HellRaisers представили новый состав, состоящий из бывших игроков команды Planet Dog, однако 5 августа 2017 года «восставшие из ада» не смогли выйти из группового этапа и досрочно заняли последнее место в группе B.
6 сентября 2017 года коллектив покинул Урош «Swiftending» Галич, его место в составе занял Алаан «SexyBamboe» Фарадж.
30 ноября 2017 года коллектив покинул Алаан «SexyBamboe» Фарадж.
12 декабря 2017 года организация объявила, что распустила состав по Dota 2.
Европейский состав по Dota 2 на момент роспуска:
|                      | Ник        | Полное имя        |
| -------------------- | ---------- | ----------------- |
| Беларусь             | j4         | Алексей Липай     |
| Босния и Герцеговина | MiLAN      | Милан Козомара    |
| Израиль              | SexyBamboe | Алаан Фарадж      |
| Израиль              | 33         | Нета Шапира       |
| Греция               | Keyser     | Грег Каллианиотис |

Достижения европейского состава
| Место | Турнир                               | Место проведения | Дата проведения            | Призовые  |
| 2017  | 2017                                 | 2017             | 2017                       | 2017      |
| ----- | ------------------------------------ | ---------------- | -------------------------- | --------- |
| 17—18 | The Interntaional 2017               | Сиэтл            | 2-12 августа               | 61 720 $  |
| 1     | World Cyber Arena 2017 Europe Finals | Онлайн           | с 28 сентября по 9 октября | 200 000 ¥ |

#### Возвращение в дисциплину Dota 2
24 сентября 2019 года организация HellRaisers вернулась в соревновательную Dota 2 и представила новый состав, в который вошли ALOHADANCE, Miposhka, ранее выступавший в составах Yellow Submarine и Team Singularity, а также Дмитрий «DM» Дорохин, Александр «Nix» Левин и Алик «V-Tune» Воробей. Команда успешно преодолела квалификацию на DOTA Summit 11 Minor.
2 ноября ALOHADANCE в преддверии минора DOTA Summit 11, отказался тренироваться вместе с командой и был выставлен на трансфер.
27 января HellRaisers обновили состав в дисциплине Dota 2: Никита «elmo» Ломалин, Павел «bowbowbow» Мостаков и Олег «sayuw» Каленбет покинули коллектив. Новыми игроками команды стали Арслан «xannii» Шаджанов, Георгий «Gilgir» Свистунов и Глеб «Funn1k» Липатников.
7 марта 2020 года HellRaisers объявила о заменах в составе по Dota 2. Владимир 'RodjER' Никогосян заменил Георгия 'Gilgir' Свистунова.
16 июля Владимир «RodjER» Никогосян, выступающий под тегом HR с марта 2020 года, покинул организацию и стал свободным агентом. Команда находится в поиске пятого игрока.
2 апреля 2023 года состав был распущен.

#### Бывший состав по Dota 2
|                 | Ник             | Полное имя        | Роль                |
| Основной состав | Основной состав | Основной состав   | Основной состав     |
| --------------- | --------------- | ----------------- | ------------------- |
| Россия          | RAMZES666       | Роман Кушнарёв    | Керри               |
| Россия          | kiyotaka        | Глеб Зырянов      | Мидлейнер           |
| Россия          | MieRo           | Матвей Васюнин    | Оффлейнер           |
| Россия          | Antares         | Владислав Кертман | Частичная поддержка |
| Россия          | Solo            | Алексей Березин   | Полная поддержка    |

#### Достижения
| Место | Турнир                                          | Место проведения | Дата проведения           | Призовые |
| ----- | ----------------------------------------------- | ---------------- | ------------------------- | -------- |
| 3     | Parimatch League Season 3                       | онлайн           | 3-5 июля 2020             | 10 000 $ |
| 3     | Parimatch League Season 2                       | онлайн           | 27-29 марта 2020          | 10 000 $ |
| 3     | DOTA Summit 11 Minor                            | Лос-Анджелес     | 7-10 ноября 2019          | 54 000 $ |
| 2     | Parimatch League Season 1                       | Москва           | 28-30 ноября 2019         | 20 000 $ |
| 3     | DPC Season 1 Eastern Europe First Division 2023 | онлайн           | 8 января - 30 января 2023 | 27 000 $ |
| 9—12  | The Lima Major 2023                             | Лима             | 22 февраля - 6 марта 2023 | —        |
| 1     | DPC Season 2 Eastern Europe First Division 2023 | онлайн           | 12 марта - 2 апреля 2023  | 30 000 $ |

### Fortnite
1 мая 2020 года HellRaisers объявили о вступлении в дисциплину Fortnite и подписании Ильи «Qvado» Шибалина. Игрок выступает как в сольном разряде, а также в командных турнирах и регулярно входит в число сильнейших спортсменов своего региона.

### World of Tanks
Состав по World of Tanks был открыт 18 января 2015 года — организация подписала контракты с игроками команды Unity. В первый состав вошли Руслан «LuciqueII» Ермаков, Максим «MAX_san» Иванов, Алексей «Bullkin» Жильцов, Владимир «DYADOR» Друцкий, Дмитрий «kamaek» Гранкин, Владислав «NesKwi» Канаев, Андрей «lolwo» Денисенко и Алексей «Near_You» Кучкин. Менеджером команды стал Юрий «_YR_» Бухаров.
В 2015 году коллектив стал чемпионом мира, победив на турнире The Grand Finals 2015. Кроме того, команда закончила на втором месте свое выступление во втором и третьем сезоне WGL RU Gold Series 2015, а также стала серебряным призёром четвёртого сезона. В 2016 году HellRaisers приняли участие в турнире The Grand Finals 2016, но в матче за титул проиграли Natus Vincere и заняли второе место.
30 ноября 2016 года подразделение по World of Tanks было закрыто.
Состав по World of Tanks на момент закрытия:
|          | Ник      | Полное имя       |
| -------- | -------- | ---------------- |
| Россия   | Neskwi   | Владислав Канаев |
| Россия   | Nuclear  | Алексей Морозов  |
| Россия   | applewow | Юрий Ильин       |
| Беларусь | Near You | Алексей Кучкин   |
| Беларусь | SERVER   | Эдуард Сечко     |
| Украина  | Grifon   | Евгений Войтенко |
| Украина  | DYADOR   | Владимир Друцкий |

#### Достижения
| Место | Турнир                     | Место проведения | Дата проведения    | Призовые  |
| 2015  | 2015                       | 2015             | 2015               | 2015      |
| ----- | -------------------------- | ---------------- | ------------------ | --------- |
| 3     | WGS Season 3               | Минск            | 22 марта 2015      | 12 500 $  |
| 1     | The Grand Finals 2015      | Варшава          | 25-26 апреля 2015  | 150 000 $ |
| 2     | WGL RU S1 2015-16          | Киев             | 20 сентября 2015   | 12 500 $  |
| 1     | World Cyber Arena 2015     | Иньчуань         | 18-19 декабря 2015 | 189 000 $ |
| 2016  |                            |                  |                    |           |
| 2     | The Grand Finals 2016      | Варшава          | 9 апреля 2016      | 75 000 $  |
| 1     | Razer Arena Pro-серия 7x7  | Онлайн           | 25 апреля 2016     | 3500 $    |
| 1     | Clash Series #3            | Онлайн           | 9-11 июня 2016     | 1200 $    |
| 2     | WGL CIS Season I 2016—2017 | Казань           | 9 октября 2016     | 25 000 $  |
| 1     | Clash Series: Зимние игры  | Онлайн           | 24-27 ноября 2016  | 2800 $    |

### Hearthstone: Heroes of Warcraft
Подразделение по Hearthstone было открыто 17 июня 2015 года. Изначально в составе числился один игрок — Алексей «lostov» Фурсов. Через месяц, 17 июля 2015 года, были подписаны контракты с ещё двумя игроками: Николаем «NickChipper» Величко и Алексеем «ШтанУдачи» Барсуковым. Кроме того, 26 августа 2015 года был подписан контракт на один турнир с Александром «Kucha» Кулиничем. По результатам выступления было принято решение не продлевать срок действия контракта. Состав был распущен 29 января 2016 года. К значимым достижениям можно отнести победу Николая «NickChipper» Величко на Plantronics Gaming Rumble 3, третье место Алексея «lostov» Фурсова на SLTV Kick-off Season и несколько побед Алексея «ШтанУдачи» Барсукова на турнирах от Gfinity.
Состав Hearthstone на момент роспуска:
|         | Ник         | Полное имя        |
| ------- | ----------- | ----------------- |
| Россия  | lostov      | Алексей Фурсов    |
| Россия  | ШтанУдачи   | Алексей Барсуков  |
| Россия  | Kucha       | Александр Кулинич |
| Украина | NickChipper | Николай Величко   |